# Modroborowik gładkotrzonowy

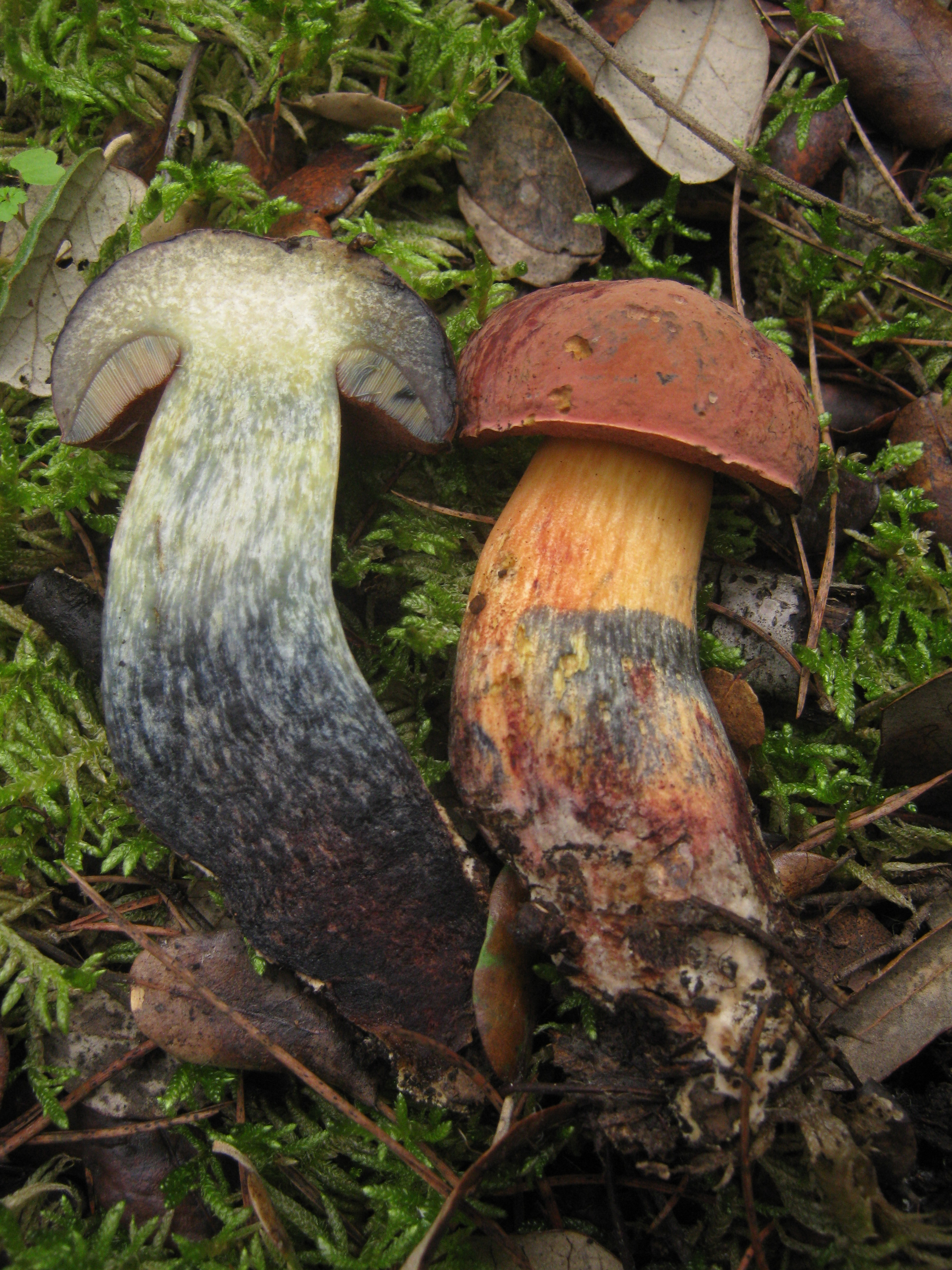

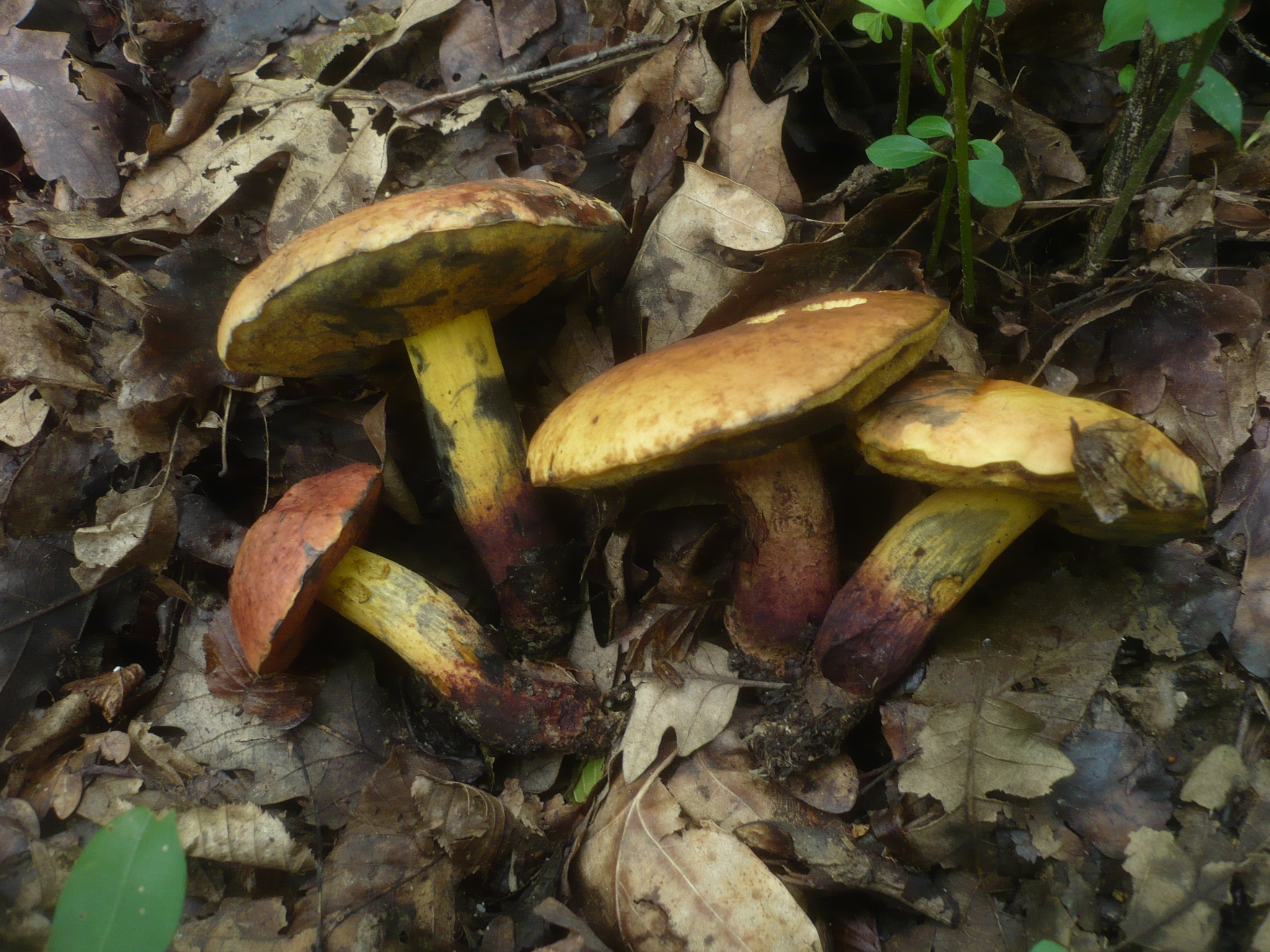

Modroborowik gładkotrzonowy, borowik Quéleta (Suillellus queletii (Schulzer) Vizzini, Simonini & Gelardi) – gatunek grzybów z rodziny borowikowatych (Boletaceae).

## Systematyka i nazewnictwo
Pozycja w klasyfikacji według Index Fungorum: Boletus, Boletaceae, Boletales, Agaricomycetidae, Agaricomycetes, Agaricomycotina, Basidiomycota, Fungi.
Po raz pierwszy takson ten zdiagnozował w roku 1885 Stephan Schulzer von Müggenburg nadając mu nazwę Boletus queletii. W wyniku nowych badań filogenetycznych w obrębie rodzaju Boletus zmieniła się jego pozycja w klasyfikacji. Obecną, uznaną przez Index Fungorum nazwę nadali mu w roku 2014 Simonini i Gelardi, przenosząc go do rodzaju Suillellus.
Niektóre synonimy nazwy naukowej:

- Boletus lateritius Bres. & Schulzer
- Boletus queletii Schulzer 1885
- Boletus queletii var. lateritius (Bres. & Schulzer) E.-J. Gilbert 1931
- Boletus queletii var. rubicundus Maire 1910
- Dictyopus queletii (Schulzer) Quél.
- Dictyopus queletii (Schulzer) Quél. var. queletii
- Tubiporus queletii (Schulzer) Maire 1937
- Tubiporus queletii (Schulzer) Imler ex S. Ahmad 1962[2].

Nazwę borowik Quéleta nadała Alina Skirgiełło w 1960, nazwę b. gładkotrzonowy Rymkiewicz i Demek w 1988. W 2021 Komisja ds. Polskiego Nazewnictwa Grzybów Polskiego Towarzystwa Mykologicznego zarekomendowała używanie nazwy modroborowik gładkotrzonowy.

## Morfologia
Kapelusz
5–15 cm średnicy, wypukły, stopniowo spłaszczony, matowy, delikatnie omszony, początkowo ochrowożółty do brązowego, potem z czerwonawym odcieniem od pomarańczowego do ceglastoczerwonego lub krwistoczerwonego. Uszkodzony błękitnieje.
Rurki
15–30 mm długie, przyrośnięte lub wycięte, początkowo złotożółte, potem oliwkowożółte. Uszkodzone błękitnieją. Pory okrągławe lub lekko kanciaste, za młodu oliwkowożółte, potem pomarańczowo żółte, w końcu brudnooliwkowe.
Trzon
4–15 cm długi i 1–3,5 cm gruby, za młodu zgrubiały, potem cylindryczny lub zwężony wrzecionowato. Pod kapeluszem oliwkowo-cytrynowo-żółty lub żółtozłoty, niżej brudnoczerwony lub karminowy, u podstawy czerwony do brązowoczerwonego, gładki lub delikatnie punktowany, zawsze bez siateczki.
Miąższ
Żółty, u podstawy trzonu czerwony lub purpurowy, po przełamaniu błękitnieje. Zapach nieznaczny, smak łagodny.
Wysyp zarodników
Oliwkowy, zarodniki 8–15 × 5–7 mikrometra, wrzecionowate, gładkie, brązowawe do oliwkowobrązowawych.

## Występowanie i siedlisko
Występuje tylko w Europie. W Polsce gatunek rzadki. Znajduje się na Czerwonej liście roślin i grzybów Polski. Ma status E – gatunek wymierający. Jest na czerwonych listach gatunków zagrożonych także w Czechach, Danii, Norwegii, Holandii, Szwecji, Finlandii, Słowacji.
Owocniki wytwarza od maja do października w świetlistych lasach liściastych, w ciepłych okolicach, pod dębami i bukami.

## Znaczenie
Naziemny grzyb mykoryzowy. W niektórych źródłach opisywany jest jako niejadalny, w innych jako jadalny, z powodu bardzo rzadkiego w Polsce występowania nie należy go zbierać.